# Затинная
Затинная — деревня в Карачевском районе Брянской области, в составе Карачевского городского поселения. 

Расположена на левом берегу Снежети и непосредственно примыкает к городу Карачеву с юга.
Население — 109 человек (2010).

## История
Возникла как пригородная слобода города Карачева, упоминается с начала XVIII века в составе Подгородного стана Карачевского уезда (другое название — Пушкарная слобода). Название происходит от старинного слова «затинщик» — стрелок из затинной пищали. Состояла в приходе Троицкой церкви города Карачева.
С 1861 года входила в состав Драгунской волости Карачевского уезда; с 1925 в составе Карачевской волости, Карачевского района (с 1929).
С 1920-х гг. до 2005 — в составе Бережанского сельсовета.
| Годы      | 1866 | 1887 | 1926 | 1979 | 1989 | 2002 | 2010 |
| --------- | ---- | ---- | ---- | ---- | ---- | ---- | ---- |
| Население | 97   | 164  | 211  | 155  | 113  | 101  | 109  |